# Кримінальний роман (фільм, 1997)
«Кримінальний роман» — драматичний трилер Хуан Хосе Кампанелья про пару, яка вирішила розбагатіти шляхом шантажу.

## Сюжет
Піаніст Джек і співачка Вікі безуспішно намагаються заробити виступаючи в клубах. Детектив пропонує Джеку угоду: Вікі спокушає власника клубу, а фото отримає його дружина місіс Мур, яка прагне розірвати з ним шлюб. Пара погоджується. Усі троє організовують місце для спокуси Мура.
Піаніст також мріяв стати письменником. Він пише книгу, події якої відбуваються у 1930-х роках. Історія про Метта також показує, що відбувається в житті Джека та Вікі.

## У ролях
| Актор               | Роль           |
| ------------------- | -------------- |
| Деніс Лірі          | Джек Ганавей   |
| Теренс Стемп        | Фред Мур       |
| Айтана Санчес-Хіхон | Вікі Рівас     |
| Майкл Бадалукко     | Едді Біанко    |
| Денні Нуччі         | Метт           |
| Джонатан Сіммонс    | містер Шульман |
| Мойра Келлі         | Вєра           |
| Мардж Дюсей         | місіс Мур      |
| Ніл Гафф            | Говард         |
| Джастін Лазард      | Ленні          |

## Створення фільму

### Виробництво
Зйомки фільму проходили в Нью-Йорку, США.

### Знімальна група
- Кінорежисер — Хуан Хосе Кампанелья
- Сценарист — Хуан Хосе Кампанелья, Лінн Геллер, Ларрі Голін
- Кінопродюсери — Рікардо Фрейса, Деніс Лірі
- Композитор — Венді Блекстоун
- Кінооператор — Деніел Шульман
- Кіномонтаж — Даррен Клумок
- Художник-постановник — Майкл Шоу
- Артдиректор — Шон Керролл
- Художник-декоратор — Джанін Ремсі
- Художник по костюмах — Девід К. Робінсон
- Підбір акторів — Карен Гілмен, Патріша Мак-Коркл[1].

## Сприйняття
Фільм отримав переважно негативні відгуки. На сайті Rotten Tomatoes оцінка стрічки становить 33 % на основі 237 відгуків від глядачів (середня оцінка 3,4/5). Фільму зарахований «розсипаний попкорн» від глядачів, Internet Movie Database — 5,5/10 (341 голос).